# Фейрмаунт (Теннессі)
Фейрмаунт (англ. Fairmount) — переписна місцевість (CDP) в США, в окрузі Гамільтон штату Теннессі. Населення — 2193 особи (2020).

## Географія
Фейрмаунт розташований за координатами 35°10′55″ пн. ш. 85°19′49″ зх. д. / 35.18194° пн. ш. 85.33028° зх. д. (35.181907, -85.330401).  За даними Бюро перепису населення США в 2010 році переписна місцевість мала площу 13,42 км², уся площа — суходіл. В 2017 році площа становила 11,61 км², уся площа — суходіл.

## Демографія
Згідно з переписом 2010 року, у переписній місцевості мешкало 2825 осіб у 988 домогосподарствах у складі 829 родин. Густота населення становила 211 осіб/км².  Було 1048 помешкань (78/км²).
Расовий склад населення:
| - 97,7 % — білих - 0,8 % — азіатів - 0,3 % — чорних або афроамериканців - 0,1 % — корінних американців |

До двох чи більше рас належало 0,9 %. Частка іспаномовних становила 1,3 % від усіх жителів.
За віковим діапазоном населення розподілялося таким чином: 29,3 % — особи молодші 18 років, 59,7 % — особи у віці 18—64 років, 11,0 % — особи у віці 65 років та старші. Медіана віку мешканця становила 40,5 року. На 100 осіб жіночої статі у переписній місцевості припадало 95,4 чоловіків;  на 100 жінок у віці від 18 років та старших — 94,9 чоловіків також старших 18 років.
Середній дохід на одне домашнє господарство  становив 131 969 доларів США (медіана — 98 061), а середній дохід на одну сім'ю — 144 679 доларів (медіана — 104 375). За межею бідності перебувало 3,8 % осіб, у тому числі 4,6 % дітей у віці до 18 років та 0,0 % осіб у віці 65 років та старших.
Цивільне працевлаштоване населення становило 1250 осіб. Основні галузі зайнятості: освіта, охорона здоров'я та соціальна допомога — 34,2 %, виробництво — 11,0 %, транспорт — 10,1 %, науковці, спеціалісти, менеджери — 10,1 %.